# حمله سایبری به نوبیتکس
حمله سایبری به نوبیتکس (Nobitex) در تاریخ ۲۸ خرداد ۱۴۰۴ (۱۸ ژوئن ۲۰۲۵) صورت گرفت و منجر به سرقت مبلغی معادل ۳.۷۶ تریلیون ریال از دارایی‌های کاربران شد (معادل ۴۷ میلیون دلار). این حمله توسط گروه هکری مشکوک به ارتباط با اسرائیل انجام شد و تأثیرات زیادی بر عملکرد و اعتبار این پلتفرم معاملاتی گذاشت.

## تاریخچه حمله
حمله سایبری به نوبیتکس (Nobitex) در تاریخ ۲۸ خرداد ۱۴۰۴ (۱۸ ژوئن ۲۰۲۵) رخ داد. طبق گزارش‌های اولیه، گروه هکری گنجشک درنده "Gonjeshke Darande" مسئولیت این حمله را بر عهده گرفت. این گروه که پیش از این نیز حملات مشابهی را انجام داده است، تهدید کرد که اطلاعات حساس و کدهای منبع پلتفرم نوبیتکس را منتشر خواهد کرد. گروه "Gonjeshke Darande" که به‌طور کلی به‌عنوان یک گروه هکری با انگیزه‌های سیاسی شناخته می‌شود، معمولاً به‌دنبال اهداف ضدایرانی و نقض تحریم‌هاست. این گروه در گذشته نیز به‌دلیل حملات سایبری به پلتفرم‌های دولتی و خصوصی شناخته شده است.
این حمله باعث مختل شدن خدمات صرافی نوبیتکس شد و سیستم‌های امنیتی آن را به‌طور موقت غیرقابل دسترس ساخت. علاوه بر این، گروه هکری "Gonjeshke Darande" تهدید کرد که اطلاعات موجود در سیستم‌های نوبیتکس را منتشر کرده و به‌طور کامل به‌اطلاع عموم می‌رساند. این تهدیدها در نهایت به‌واقعیت تبدیل شد و اطلاعات داخلی شرکت و کدهای منبع پلتفرم در دسترس هکرها قرار گرفت. در نتیجه این حمله، بیش از ۴۷ میلیون دلار (حدود ۳.۷۶ تریلیون ریال) از دارایی‌های کاربران نوبیتکس سرقت شد. این معادل ۱.۹۷۴ تریلیون ریال است. طبق گزارش‌های رسمی، نوبیتکس اعلام کرد که تمامی دارایی‌های ذخیره‌شده در کیف پول‌های سرد از این حمله مصون مانده‌اند و تنها دارایی‌های موجود در کیف پول‌های گرم مورد حمله قرار گرفته‌اند.
نوبیتکس پس از شناسایی حمله، تمامی دسترسی‌ها به پلتفرم خود را مسدود کرد و به کاربران خود اطلاع داد که در حال بررسی جزئیات دقیق‌تر حمله است. علاوه بر این، مسئولان نوبیتکس اعلام کردند که از طریق صندوق بیمه خود، تلاش خواهند کرد تا خسارات وارده را جبران کنند. همچنین تیم امنیتی نوبیتکس اعلام کرد که در حال تقویت تدابیر امنیتی خود برای جلوگیری از حملات مشابه در آینده است.

## واکنش نوبیتکس
پس از شناسایی حمله سایبری به سیستم‌های خود در تاریخ ۲۸ خرداد ۱۴۰۴ (۱۸ ژوئن ۲۰۲۵), نوبیتکس بلافاصله اقدام به مسدود کردن تمامی دسترسی‌ها به وب‌سایت و اپلیکیشن‌های خود کرد. این تصمیم به‌منظور جلوگیری از گسترش بیشتر آسیب و محافظت از دارایی‌های کاربران اتخاذ شد. نوبیتکس در اطلاعیه‌ای رسمی اعلام کرد که در حال بررسی جزئیات دقیق‌تر حمله و علت آن است تا بتواند از وقوع حملات مشابه در آینده جلوگیری کند. طبق گزارش‌ها، تیم امنیتی نوبیتکس به‌طور فوری اقدامات امنیتی جدیدی را برای تقویت سیستم‌ها و حفاظت از اطلاعات کاربران آغاز کرده است.
علاوه بر این، نوبیتکس اعلام کرد که تمامی دارایی‌های کاربران که در کیف پول‌های سرد (Cold Wallet) ذخیره شده‌اند، کاملاً امن هستند و تحت هیچ‌گونه تهدیدی قرار نگرفته‌اند. این اعلامیه از آن جهت مهم بود که کاربران نگران از دست دادن دارایی‌های خود در پی حمله سایبری بودند. نوبیتکس تأکید کرد که تنها کیف پول‌های گرم (Hot Wallet) که برای تسهیل معاملات روزانه استفاده می‌شوند، هدف حمله قرار گرفته‌اند و دارایی‌های ذخیره‌شده در آن‌ها مورد دستبرد قرار گرفته‌اند. نوبیتکس همچنین به کاربران خود اطمینان داد که این صرافی از طریق صندوق بیمه‌ای که برای پوشش خسارت‌های ناشی از چنین حملاتی در نظر گرفته است، در تلاش است تا خسارات وارده را جبران کند. طبق اطلاعات موجود، نوبیتکس مشغول برآورد میزان دقیق خسارات و آغاز فرآیند پرداخت آن‌ها به کاربران است.
همچنین نوبیتکس اعلام کرد که اقداماتی را برای تقویت امنیت پلتفرم خود به‌ویژه در زمینه ذخیره‌سازی دارایی‌ها، رمزنگاری اطلاعات و شناسایی سریع حملات سایبری انجام خواهد داد. هدف از این اقدامات افزایش اعتماد کاربران به این پلتفرم و جلوگیری از تکرار چنین حوادثی در آینده است. این اقدامات شامل همکاری با شرکت‌های امنیت سایبری بین‌المللی و به‌کارگیری تکنولوژی‌های پیشرفته برای بهبود زیرساخت‌های امنیتی می‌باشد.

## اطلاعات مرتبط با خسارات
طبق گزارش‌های رسمی، خسارت وارد شده به نوبیتکس در پی حمله سایبری در تاریخ ۲۸ خرداد ۱۴۰۴ (۱۸ ژوئن ۲۰۲۵) حدود ۴۷ میلیون دلار بوده است. با توجه به نرخ رسمی ۴۲,۰۰۰ ریال به دلار، این معادل ۱.۹۷۴ تریلیون ریال و با استفاده از نرخ بازار آزاد ۸۰,۰۰۰ ریال به دلار، معادل ۳.۷۶ تریلیون ریال می‌باشد. نوبیتکس در واکنش به این حادثه اعلام کرد که تمامی خسارت‌های وارده از طریق صندوق بیمه‌ای صرافی و منابع داخلی آن جبران خواهد شد. همچنین، این صرافی تأکید کرد که دارایی‌های ذخیره‌شده در کیف پول‌های سرد (Cold Wallet) کاملاً امن هستند و تنها کیف پول‌های گرم (Hot Wallet) مورد حمله قرار گرفته‌اند. گروه هکری "Gonjeshke Darande" (گنجشکه درنده) که مسئولیت این حمله را بر عهده گرفته است، تهدید کرده بود که در صورت عدم اقدام سریع، اطلاعات داخلی نوبیتکس را منتشر خواهد کرد. این گروه در پیامی در شبکه اجتماعی X (توییتر سابق) اعلام کرد که در ۲۴ ساعت آینده کد منبع و اطلاعات داخلی نوبیتکس را منتشر خواهد کرد و هر دارایی باقی‌مانده در این صرافی در معرض خطر خواهد بود.

## تأثیرات این حمله
حمله سایبری به نوبیتکس تأثیرات گسترده‌ای بر بازار ارز دیجیتال ایران و اعتماد کاربران به صرافی‌های داخلی داشت. این حمله نه تنها موجب کاهش اعتماد به نوبیتکس شد، بلکه بر کل اکوسیستم ارز دیجیتال در ایران نیز تأثیر منفی گذاشت.

### ۱. کاهش اعتماد کاربران به صرافی‌های ایرانی
پس از افشای حمله به نوبیتکس، بسیاری از کاربران نسبت به امنیت صرافی‌های داخلی تردید کردند. این امر باعث شد تا برخی از کاربران به سمت صرافی‌های خارجی یا پلتفرم‌های غیرمتمرکز (DEX) روی آورند. طبق گزارش‌ها، حجم معاملات در برخی صرافی‌های خارجی افزایش یافت و کاربران ایرانی به دنبال راه‌های جایگزین برای معامله ارزهای دیجیتال بودند.

### ۲. تأثیر منفی بر بازار ارز دیجیتال ایران
حمله به نوبیتکس باعث کاهش قیمت برخی از ارزهای دیجیتال در بازار ایران شد. به‌ویژه، قیمت تتر (USDT) در بازار آزاد با کاهش مواجه شد، زیرا بسیاری از کاربران برای محافظت از دارایی‌های خود به فروش تتر پرداختند. این نوسانات قیمت نشان‌دهنده تأثیر مستقیم حملات سایبری بر بازار ارز دیجیتال است.

### ۳. افزایش نظارت‌های دولتی بر صرافی‌های ارز دیجیتال
پس از حمله به نوبیتکس، مقامات دولتی ایران اعلام کردند که نظارت‌ها بر فعالیت صرافی‌های ارز دیجیتال را افزایش خواهند داد. این اقدام به‌منظور جلوگیری از تکرار چنین حوادثی و حفاظت از دارایی‌های کاربران صورت گرفت. برخی از صرافی‌ها نیز اعلام کردند که در حال تقویت تدابیر امنیتی خود هستند تا از حملات مشابه جلوگیری کنند.

### ۴. افزایش توجه به امنیت در صرافی‌های ارز دیجیتال
حمله به نوبیتکس باعث شد تا توجه بیشتری به مسائل امنیتی در صرافی‌های ارز دیجیتال جلب شود. بسیاری از کارشناسان امنیتی بر لزوم استفاده از کیف پول‌های سرد (Cold Wallet) و تقویت سیستم‌های شناسایی و احراز هویت تأکید کردند. این رویداد به‌عنوان یک هشدار برای سایر صرافی‌ها و کاربران عمل کرد تا اقدامات امنیتی خود را بهبود بخشند.

## همچنین ببینید
- حمله سایبری علیه جمهوری اسلامی
- حملهٔ سایبری آی آر لیکس به بانک های ایران
- صرافی ارز دیجیتال
- حمله سایبری
- گنجشک درنده
- تحریم‌ها علیه ایران
- حمله سایبری به کادوکاوا و نیکونیکو در سال ۲۰۲۴
- حملهٔ سایبری آی آر لیکس به بانک های ایران
- پول الکترونیکی
- سایبرتروریسم